# ケンフェロール 4'-O-メチルトランスフェラーゼ
ケンフェロール 4'-O-メチルトランスフェラーゼ(Kaempferol 4'-O-methyltransferase、EC 2.1.1.155)は、以下の化学反応を触媒する酵素である。
S-アデノシル-L-メチオニン + ケンフェロール{\displaystyle \rightleftharpoons }S-アデノシル-L-ホモシステイン + ケンペリド
従って、この酵素の2つの基質はS-アデノシル-L-メチオニンとケンフェロール、2つの生成物はS-アデノシル-L-ホモシステインとケンペリドである。
この酵素は、転移酵素、特に1炭素基を転移させるメチルトランスフェラーゼのファミリーに属する。系統名は、S-アデノシル-L-メチオニン:ケンフェロール 4'-O-メチルトランスフェラーゼ(S-adenosyl-L-methionine:kaempferol 4'-O-methyltransferase)である。